# Телшјај
Телшјај (литв. Telšiai, рус. Тельши, пољ. Telsze) је град на северозападу Литваније. Телшјај чини самосталну општину у оквиру истоименог округа, чије је управно средиште.
Према последњим проценама у Телшјају је живело 29 908 становника.